# 短柄悬钩子
短柄悬钩子（学名：Rubus brevipetiolatus）为蔷薇科悬钩子属的植物，为中国的特有植物。分布于中国大陆的广西等地，目前尚未由人工引种栽培。